# Hotel kapsułowy

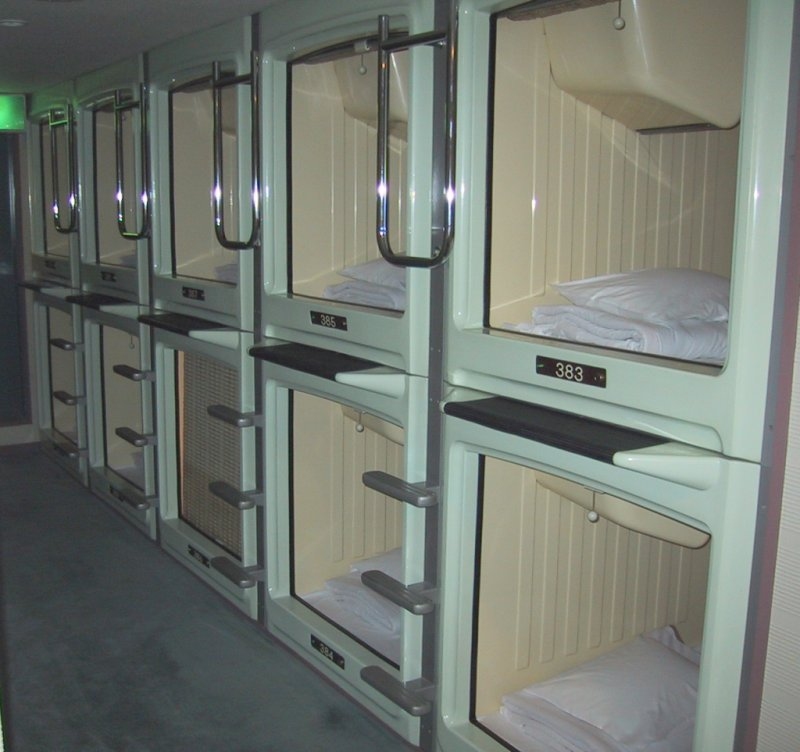
Hotel kapsułowy w Osace

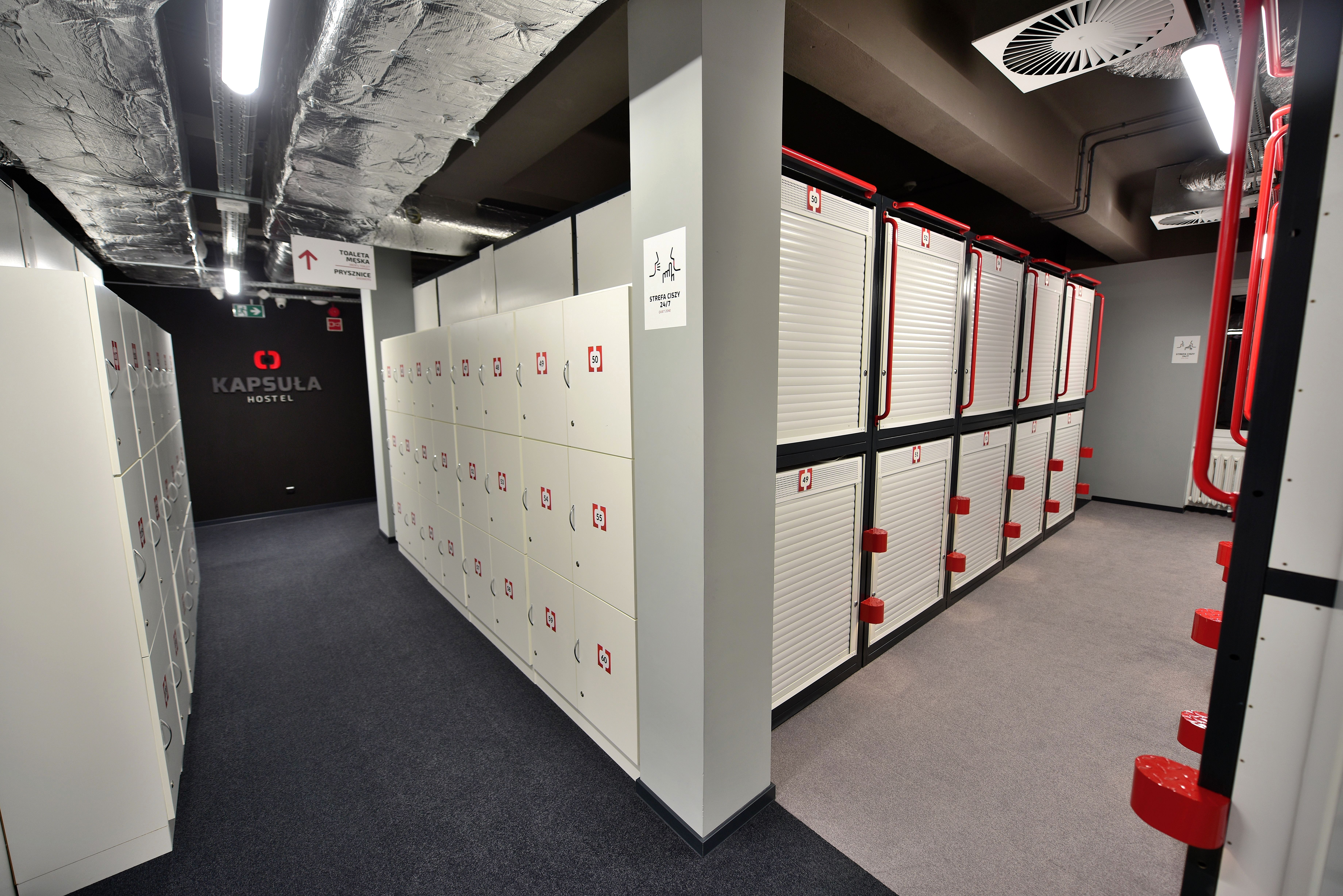
Hotel kapsułowy przy ul. Dowcip 4 w Warszawie

Hotel kapsułowy (jap. カプセル•ホテル kapuseru-hoteru) – rodzaj hotelu spotykanego najczęściej w Japonii.

## Opis
W hotelach tego typu zamiast pokojów znajdują się kapsuły przypominające obudowane łóżko w wagonie sypialnym. Przeważnie mają kształt prostopadłościanu, o wymiarach niewiele większych od łóżka i wysokości ok. 1 metra. Kapsuły są ułożone jedna na drugiej najczęściej w jednym dużym pomieszczeniu. Goście mają do dyspozycji szafki lub niewielkie pomieszczenia na bagaż. Korzystają ze wspólnych łazienek oraz pomieszczeń socjalnych.
Zaletą hoteli kapsułowych są niskie ceny noclegów.
Hotele kapsułowe są popularne w Japonii. 
W Polsce pierwszy hotel tego typu otwarto w 2009 przy placu Wilsona w Warszawie (został zamknięty w 2017).